# Регби (сериал)
«Ре́гби» — российский драматический сериал об одноимённом виде спорта. Производством проекта занимается компания Legio Felix.
Премьера трёх первых серий состоялась 19 мая 2021 года на онлайн-сервисе more.tv. Телевизионная премьера состоялась 20 июня 2022 года на канале СТС.

## Сюжет
Боец Макс грубо нарушает правила во время соревнований по смешанным единоборствам, и вынужден сменить любимый вид спорта на мужское регби. В аквапарке он знакомится с чемпионкой России по спортивной гимнастике Настей, пришедшей в женский регби того же клуба из-за конфликта с тренером. Каждый из героев думал, что их спортивные карьеры завершены, но регби дарит им возможность вновь профессионально заявить о себе.

## Актёры и роли

### В главных ролях
| Актёр                | Роль                                         |
| -------------------- | -------------------------------------------- |
| Олег Гаас            | Макс (Максим) Анатольевич Русаков            |
| Маргарита Аброськина | Настя (Анастасия) Косарева                   |
| Сергей Рудзевич      | Алексей Валерьевич тренер женской команды    |
| Александра Розанова  | Марина капитан женской команды               |
| Сергей Селин         | Андрей Павлович Макаренко главный врач клуба |

### В ролях
| Актёр               | Роль                                                                                  |
| ------------------- | ------------------------------------------------------------------------------------- |
| Дмитрий Ячевский    | Павел Сергеевич Рыков чиновник в министерстве спорта                                  |
| Сергей Галахов      | Сергей Холодов тренер мужской команды                                                 |
| Анна Немченко       | Катя подруга Насти по чирлидингу                                                      |
| Анастасия Анофриева | Оксана подруга Насти по спортивной гимнастике                                         |
| Виктория Белякова   | Лера обеспеченная подруга Насти, жена Славы                                           |
| Александр Шам       | Андрей друг Макса, ведущий подпольных боёв без правил                                 |
| Сергей Волков       | Коля друг детства Макса                                                               |
| Марина Кондратьева  | Ольга мама Макса                                                                      |
| Сергей Ершов        | Анатолий отец Макса                                                                   |
| Максим Иванов       | Костя Брынцалов сын Макса                                                             |
| Александра Власова  | Олеся Брынцалова бывшая девушка Макса                                                 |
| Вадим Мичман        | Павел сожитель Олеси                                                                  |
| Екатерина Сахно     | Ольга игрок женской команды                                                           |
| Ксения Новышева     | Даша Протасова игрок женской команды                                                  |
| Виктория Мартынова  | Полина игрок женской команды                                                          |
| Ольга Владимирова   | Ира игрок женской команды                                                             |
| Алексей Суренский   | помощник тренера женской команды                                                      |
| Денис Васильев      | Денис Чистяков капитан мужской команды                                                |
| Василий Копейкин    | Игорь Слепнёв игрок мужской команды                                                   |
| Василий Бриченко    | Саша Самойлов игрок мужской команды                                                   |
| Александр Зачиняев  | Антон Носков игрок мужской команды                                                    |
| Игорь Сильченко     | Дима Сомов игрок мужской команды                                                      |
| Константин Шпаков   | Гриша Демидов игрок мужской команды                                                   |
| Вячеслав Пронин     | Миша помощник тренера мужской команды                                                 |
| Павел Гончаров      | Слава                                                                                 |
| Ирина Чериченко     | Лариса Николаевна мама Насти                                                          |
| Антон Афанасьев     | Игорь Пылёв руководитель селекционного отдела красноярского регбийного клуба «Енисей» |
| Игорь Стам          | участковый                                                                            |
| Сергей Чудаков      | адвокат                                                                               |
| Яна Аршавская       | мама Лёхи                                                                             |

## Список сезонов
| Сезон | Сезон | Серии | Период трансляции        |
| ----- | ----- | ----- | ------------------------ |
|       | 1     | 16    | 19 мая — 18 августа 2021 |

### Сезон 1
| № серии | Название            | Автор сценария     | Премьера   | Описание серии |
| ------- | ------------------- | ------------------ | ---------- | --- |
| 1       | «Приют отверженных» | Илья Куликов       | 19.05.2021 | Боксёр Макс лишается возможности продолжить карьеру в смешанных единоборствах. Теперь его последний шанс остаться в большом спорте — регби. В этот же спорт переходит и чемпионка Настя, которой приходится оставить спортивную гимнастику. |
| 2       | «Чемпионка России»  | Василий Внуков     | 19.05.2021 | В поисках быстрых денег Настя устраивается на работу официанткой. Главный врач команды предлагает Максу стать детским тренером в спортзале.                                                                                                 |
| 3       | «Андердоги»         | Владимир Батрамеев | 19.05.2021 | Настя договаривается с Максом, что будет временно ночевать у него. Одну из участниц команды уличают в приёме запрещённого препарата. Макс пытается найти работу для своего друга.                                                           |
| 4       | «Что наша жизнь»    | Владимир Батрамеев | 26.05.2021 | Настя хочет собрать всю команду на даче и просит Дашу помочь ей уговорить девчонок. Лера переживает из-за желания мужа завести ребёнка. |
| 5       | «Сальто-мортале»    | Василий Внуков     | 02.06.2021 | Настя пытается выяснить, почему её держат на скамейке запасных и не выпускают на поле. Макс беспокоится за одного из своих подопечных, который связывается с плохими парнями.                                                               |
| 6       | «Чёрт с тобой»      | Владимир Батрамеев | 09.06.2021 | Макс предлагает Осипу из автосервиса отработать долг вместо Коли. Во время тренировки в зале Марина ломает Насте ребро. Муж Леры ставит её перед фактом: она полетит рожать в США и проведёт там год.                                       |
| 7       | «Счастливый билет»  | Василий Внуков     | 16.06.2021 | Макса приглашают в топовую команду из Красноярска. Настя помогает Лере снять квартиру и готовится к важной игре. |
| 8       | «Ради команды»      | Владимир Батрамеев | 23.06.2021 | Саша разбивает машину судьи в отместку за несправедливое решение. Из-за этого вся команда отрабатывает одну штрафную тренировку за другой. К Насте обращается за советом муж Леры.                                                          |
| 9       | «Выезд»             | Василий Внуков     | 30.06.2021 | Настя получает шанс отомстить бывшему тренеру, а Макс вынужден примерить на себя роль лидера команды во время сложного выезда в Питер. |
| 10      | «Семья»             | Василий Внуков     | 07.07.2021 | Настя продолжает скрывать от Леры стремительно развивающийся роман со Славой. Тем временем в клубе происходит трагедия, которая коснётся всех, но особенно Андрея Палыча.                                                                   |
| 11      | «Нет пути назад»    | Владимир Батрамеев | 14.07.2021 | Макс тяготится потерей связи с сыном, Настя решает взять эту ситуацию в свои руки. |
| 12      | «Отец»              | Владимир Батрамеев | 21.07.2021 | Макс решает поговорить с Олесей о сыне, а Настя выводит команду на матч в статусе капитана. |
| 13      | «Катастрофа»        | Василий Внуков     | 28.07.2021 | Олеся разрешает Максу сходить с сыном в секцию регби, но отвезти ребёнка домой после занятия Максим уже не сможет. |
| 14      | «Тяжкий груз»       | Василий Внуков     | 04.08.2021 | Настина ложь грозит вскрыться, а отцовские обязанности Макса начинают плохо влиять на его игру. |
| 15      | «Второй заход»      | Владимир Батрамеев | 11.08.2021 | Максим задумывается о том, чтобы снова сойтись с Олесей, а Настя решает попробовать бои без правил. |
| 16      | «Моя игра»          | Аня Мирохина       | 18.08.2021 | Насте предстоит первая подпольная схватка, Максиму — важный личный выбор, а командам обоих — решающие игры. |

## Производство
Впервые о создании сериала было объявлено после показа пилотной серии 15 января 2020 года в столичном кинокомплексе «Москва» на закрытой встрече Попечительского совета регби-клуба ЦСКА при поддержке Федерации регби России.
Сюжет сериала близок к реальной истории становления регби-клуба ЦСКА, который за шесть лет прошёл путь от любительской команды до высшего эшелона российского регби. В съёмках были задействованы более двадцати игроков мужской и женской команд клуба, а тренеры Академии ЦСКА выступали консультантами игровых сцен, что позволило добиться их максимальной достоверности.
Перед началом съёмок пилотной серии режиссёр и актёры сериала побывали на тренировках и играх мужской и женской команд регби-клуба ЦСКА, познакомились с игроками и нашли консультанта. Съёмки пилота сериала проходили на московском стадионе «Слава», где базируется регби-клуб с одноимённым названием.
Главным местом съёмок сериала стал московский стадион «Фили», где свои домашние игры проводит регбийный клуб с одноимённым названием.
Сериал продолжает линейку спортивных сериалов телеканала СТС, в которую входят «Молодёжка», «Мамы чемпионов» и «Дылды».